# Yacine Aït-Sahalia

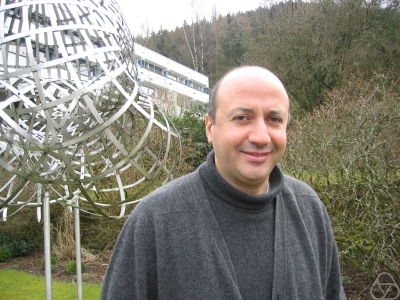
Yacine Aït-Sahalia (2007)

Yacine Aït-Sahalia ist ein französischer Wirtschaftswissenschaftler, der auf dem Gebiet der Ökonometrie arbeitet.

## Leben und Wirken
Yacine Aït-Sahalia bereitete sich 1983 bis 1985 am Lycée Louis-le-Grand auf ein Mathematikstudium vor, welches er von 1985 bis 1987 an der École polytechnique durchführte und mit dem Bachelor in Mathematik abschloss (Diplôme d’Ingénieur de l’École Polytechnique). 1987 bis 1989 studierte er an der École nationale de la statistique et de l’administration économique und erwarb das Diplôme de l’ENSAE und den Master in Wirtschaftswissenschaften und Statistik. 1989 ging er in die USA, um am Massachusetts Institute of Technology seine Dissertation zu verfassen. 1993 wurde er mit der Arbeit Nonparametric Functional Estimation with Applications to Financial Models zum Ph. D. promoviert. Seine Betreuer waren Jerry Hausman, Andrew W. Lo und Whitney Newey. Von 1993 bis 1998 war Aït-Sahalia an der University of Chicago, zuerst als Assistant Professor (1993–96), dann als Associate Professor (1996–98) und zuletzt als Professor für Wirtschaftswissenschaften. 1998 wechselte er an die Princeton University, wo er bis 2002 Professor war und seitdem Otto A. Hack 1903 Professor of Finance and Economics ist. Daneben ist er seit 1998 Direktor des dortigen Bendheim Center for Finance. 2003 bis 2006 war er außerdem Direktor der Western Finance Association.

## Werke
Artikel (Auswahl)
- Testing Continuous-Time Models of the Spot Interest Rate. In: Review of Financial Studies. Band 9, 1996, S. 385–426 (Michael Brennan Award for the best paper published in the Review of Financial Studies in 1996)
- mit Michael Brandt: Variable Selection for Portfolio Choice. In: Journal of Finance. Band 56, 2001, S. 1297–1351 (2001 FAME Annual Research Prize)
- mit Yubo Wang und Francis Yared: Do Options Markets Correctly Price the Probabilities of Movement of the Underlying Asset?. In: Journal of Econometrics. Band 102, 2001, S. 67–110 (2003 Dennis J. Aigner Award for the best paper in applied econometrics published in the Journal of Econometrics in 2001 and 2002)
- Maximum-Likelihood Estimation of Discretely-Sampled Diffusions. A Closed-Form Approximation Approach. In: Econometrica. Band 70, 2002, S. 223–262 (1998 Cornerstone Research Award)

## Auszeichnungen
- 1994 lobende Erwähnung beim Zellner Thesis Award (American Statistical Association)
- 1995 Emory Williams Award for Excellence in Teaching („Teacher of the Year“, Graduate School of Business, University of Chicago)
- 1998 Cornerstone Research Award (Western Finance Association)
- 1998 Sloan Research Fellow

## Mitgliedschaften
- 2002 Econometric Society
- 2004 Institute of Mathematical Statistics
- 2008 American Statistical Association